# 市村座

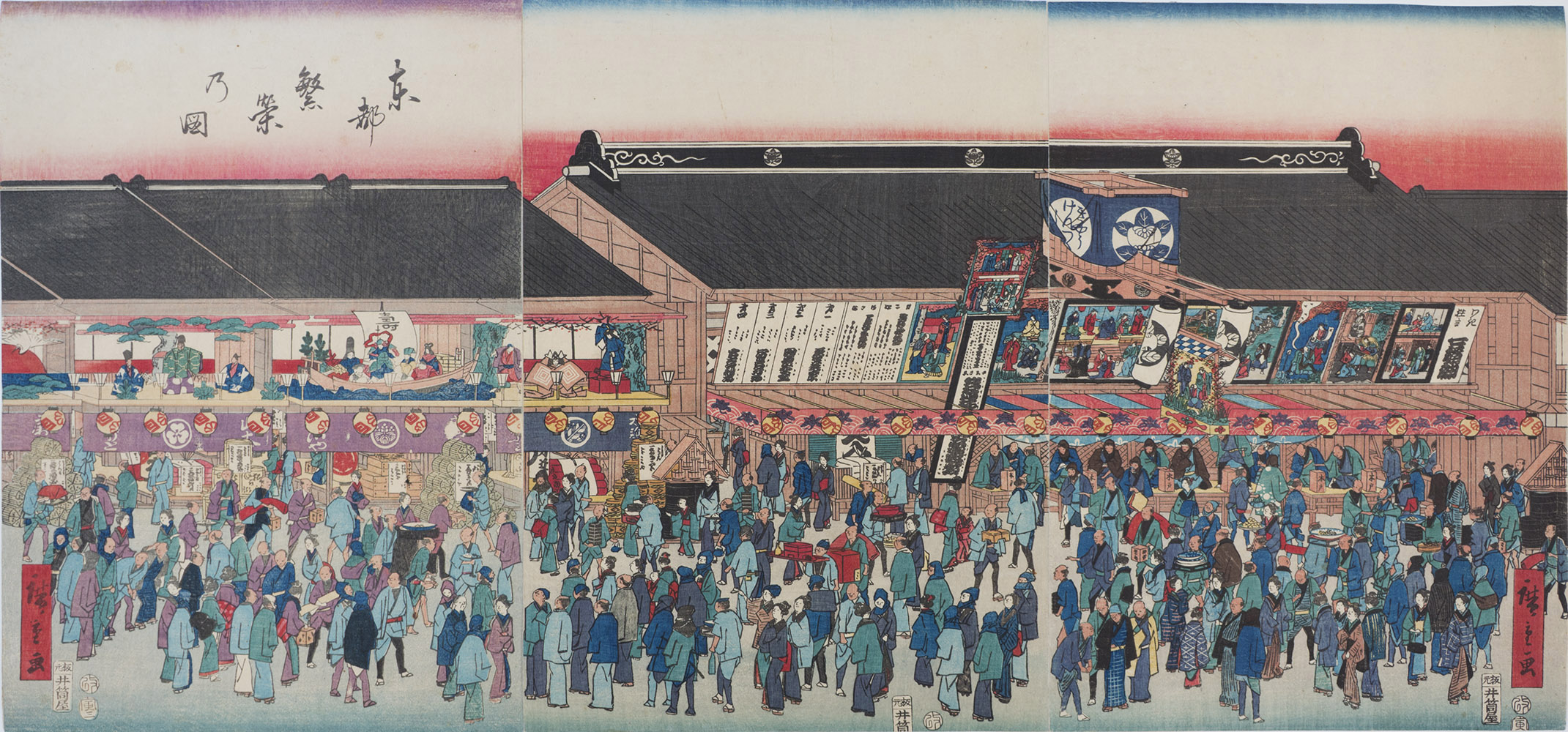
市村座 (1854)

市村座（いちむらざ）は、江戸にあった歌舞伎劇場で、江戸三座のひとつ。座元は市村羽左衛門代々。控櫓は主に桐座だったが、都座と玉川座が代興行したこともある。明治時代以降も経営者が変わりながら運営されていたが、1932年（昭和7年）の焼失により廃座となった。

## 沿革

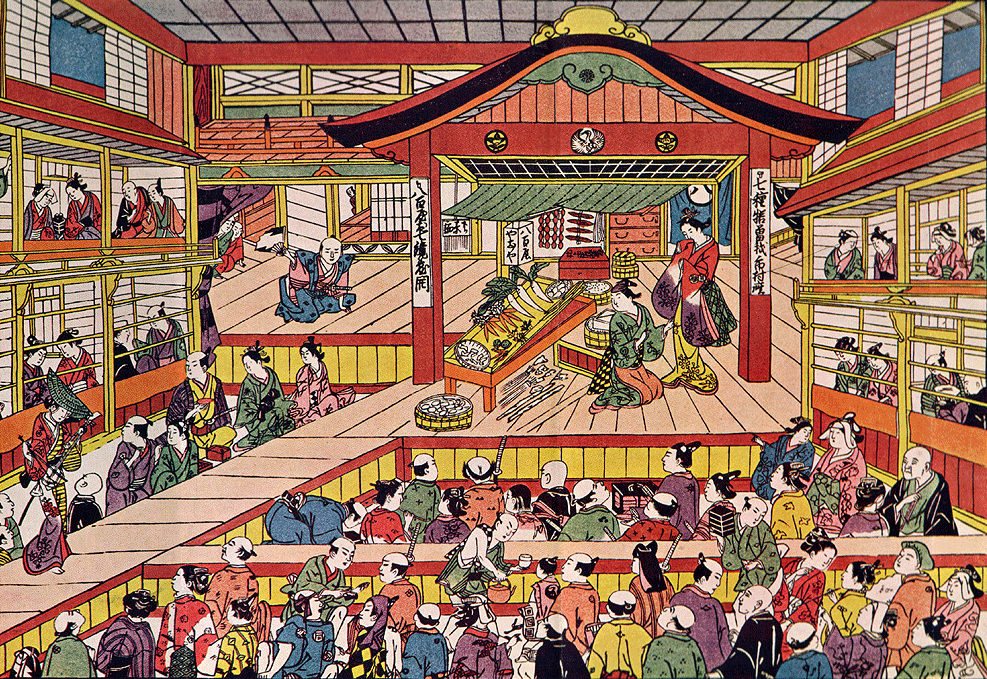
葺屋町市村座を描いた奥村政信の『芝居浮繪』

江戸市村座の定式幕（黒-萌葱-柿色）
----
現在は東京国立劇場や大阪新歌舞伎座が使用している。

### 江戸時代
1634年（寛永11年）に村山又三郎が興した村山座に始まり、1652年（承応元年）、市村羽左衛門が興行権を買い取り市村座とした。当初、日本橋葺屋町（現在の日本橋人形町3丁目、北緯35度41分11.2秒 東経139度46分50秒）にあったが、1842年（天保13年）、前年の火災と天保の改革の一環により浅草猿若町（現在の台東区浅草6丁目、北緯35度43分0.5秒 東経139度48分2.5秒）へ移転した。

### 明治時代以降
維新後の1872年（明治5年）、十四代目市村羽左衛門のとき、負債のため村山座と改称。のち再び市村座に改称。1892年（明治25年）、猿若町から下谷二長町（現在の台東区台東1丁目、北緯35度42分2.5秒 東経139度46分40秒）に移転した。
1908年（明治41年）に田村成義が経営権を取得し11月公演から子飼いの六代目尾上菊五郎や初代中村吉右衛門らを出演させて育てる等して若手役者の育成の場として市村座を活用し始めた。大正2年（1913年）7月に田村が歌舞伎座を松竹に売却すると市村座の経営に専念する事になり歌舞伎座や帝国劇場に対抗して市村座は全盛期を迎え「菊吉時代」「二長町時代」と呼ばれた。しかし大正9年（1920年）11月に田村が死去すると、配役等の不満から看板俳優の吉右衛門と三津五郎が相次いで脱退し、勢力は弱体化し経営を引き継いだ田村寿二郎・岡村柿紅の相次ぐ死去などの不運も重なり、次第に衰退に向かった。
大正12年（1923年）の関東大震災で焼失し、翌年には仮建築（バラック）で復興した。昭和2年（1927年）、市村座を菊五郎と共に支えてきた大谷友右衛門の脱退や菊五郎の負債が重なり、ついに債権者から訴訟を起こされた為、菊五郎は松竹と相談して彼の松竹移籍と彼に支払われる出演料を返済に充てる条件で松竹が3年間市村座を借上げる事になった。1931年（昭和6年）には上記の松竹との契約が切れた為に松竹の傘下から独立し二代目市川猿之助率いる春秋座や四代目河原崎長十郎の劇団前進座の旗揚げ公演が行われた。
翌昭和7年（1932年）5月、前進座の公演中に楽屋からの失火で焼失した後は再建されず、寛永の時代から櫓を上げ続けていた市村座の歴史はここに終った。

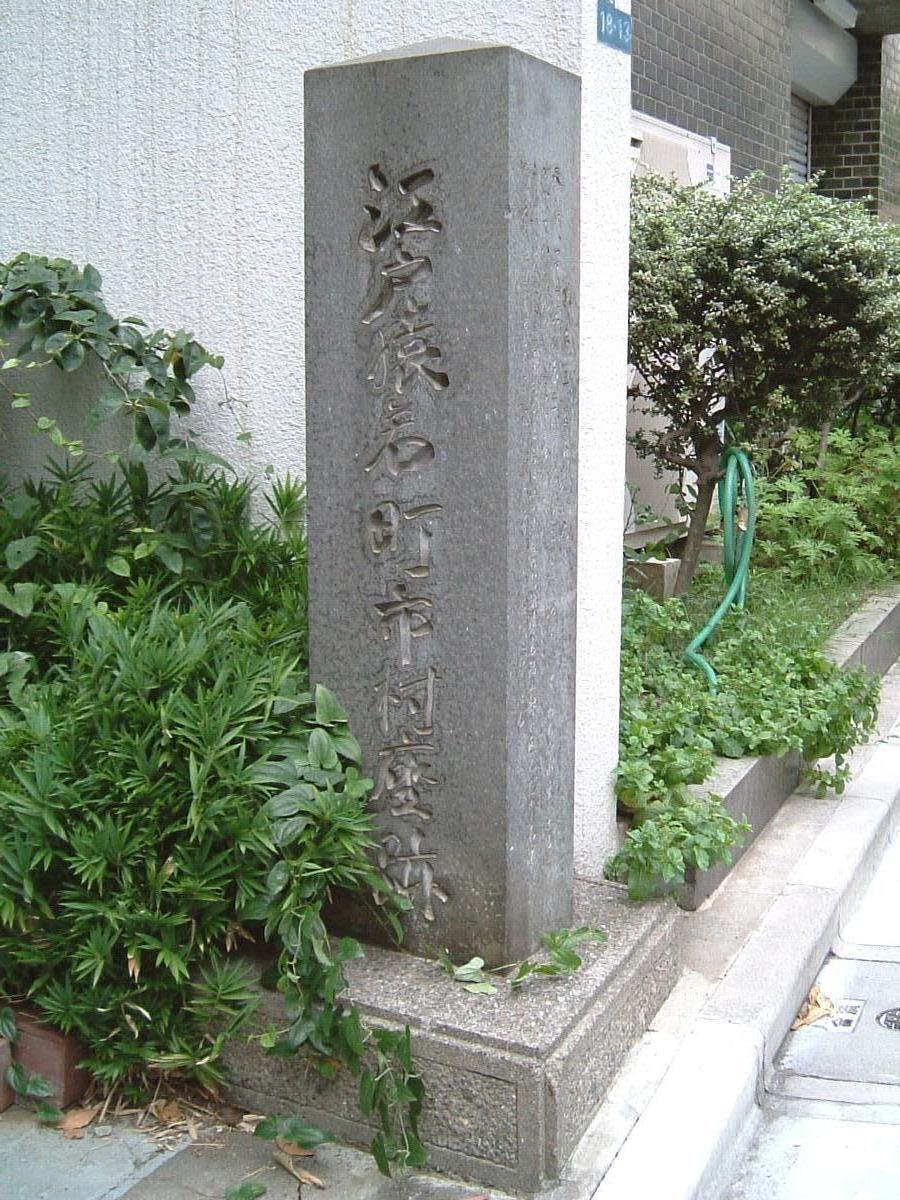
猿若町市村座跡の碑 （台東区浅草6丁目）
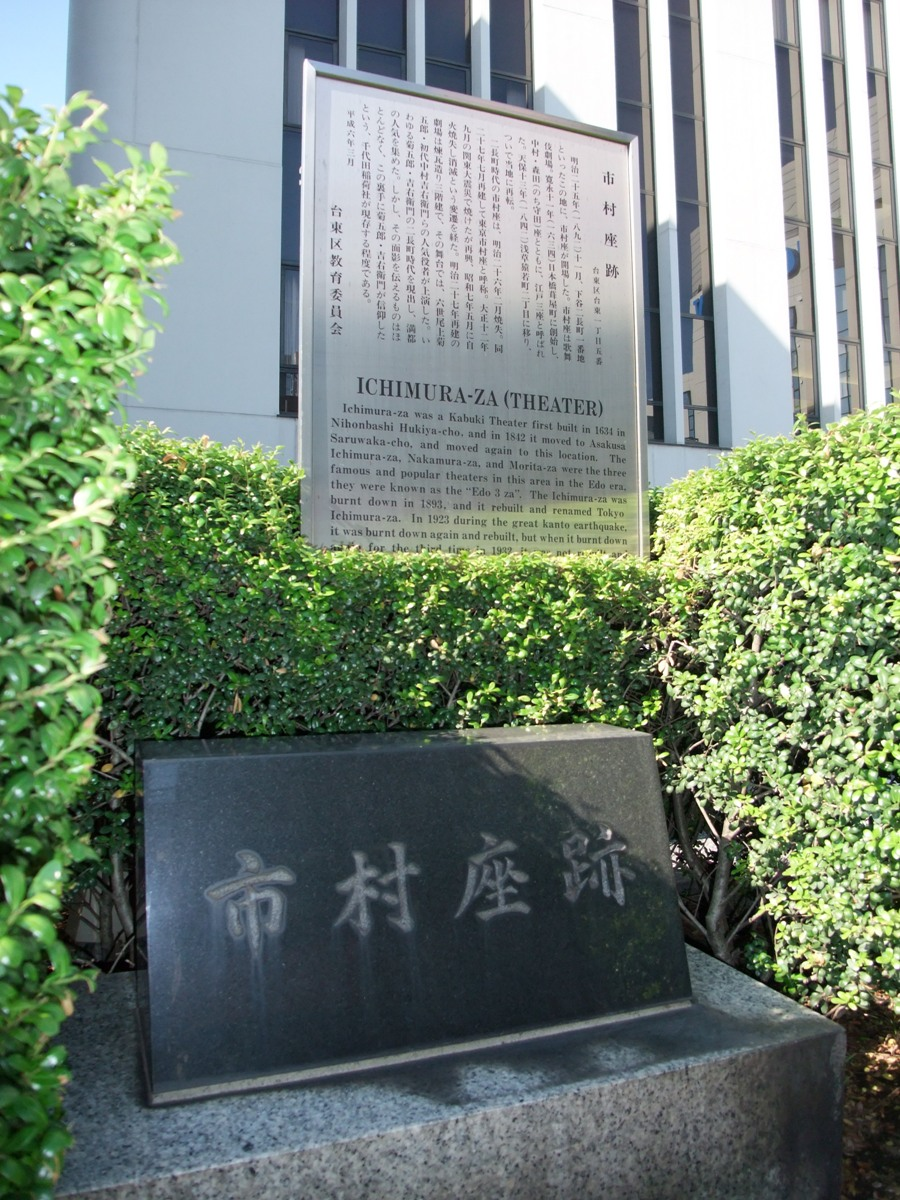
二長町市村座跡の碑 （台東区台東1丁目）